# Національний банк Бельгії
Національний банк Бельгії (нід. Nationale Bank van België, фр. Banque nationale de Belgique, нім. Belgische Nationalbank) — центральний банк Бельгії. Банк засновано 5 травня 1850 року як корпорація. Національний банк Бельгії є членом Європейської системи центральних банків. Лістинг - Euronext Brussels: BNB
.

## Діяльність
Основні завдання, що вирішує Національний банк Бельгії:
- грошово-кредитна політика в країні
- випуск банкнот євро та розміщення їх у вжиток
- збирання, аналіз і поширення економічної та фінансової інформації
- підтримання стабільності фінансового сектору Бельгії
- банк представляє інтереси Бельгії в міжнародних фінансових інститутах
- надання банківських послуг державі, фізичним та юридичним особам

50 % мінус одна акція Національного банку Бельгії вільно торгуються на Euronext Brussels, решта 50 % плюс одна акція належать уряду Бельгії.

## Керівники Національного банку Бельгії

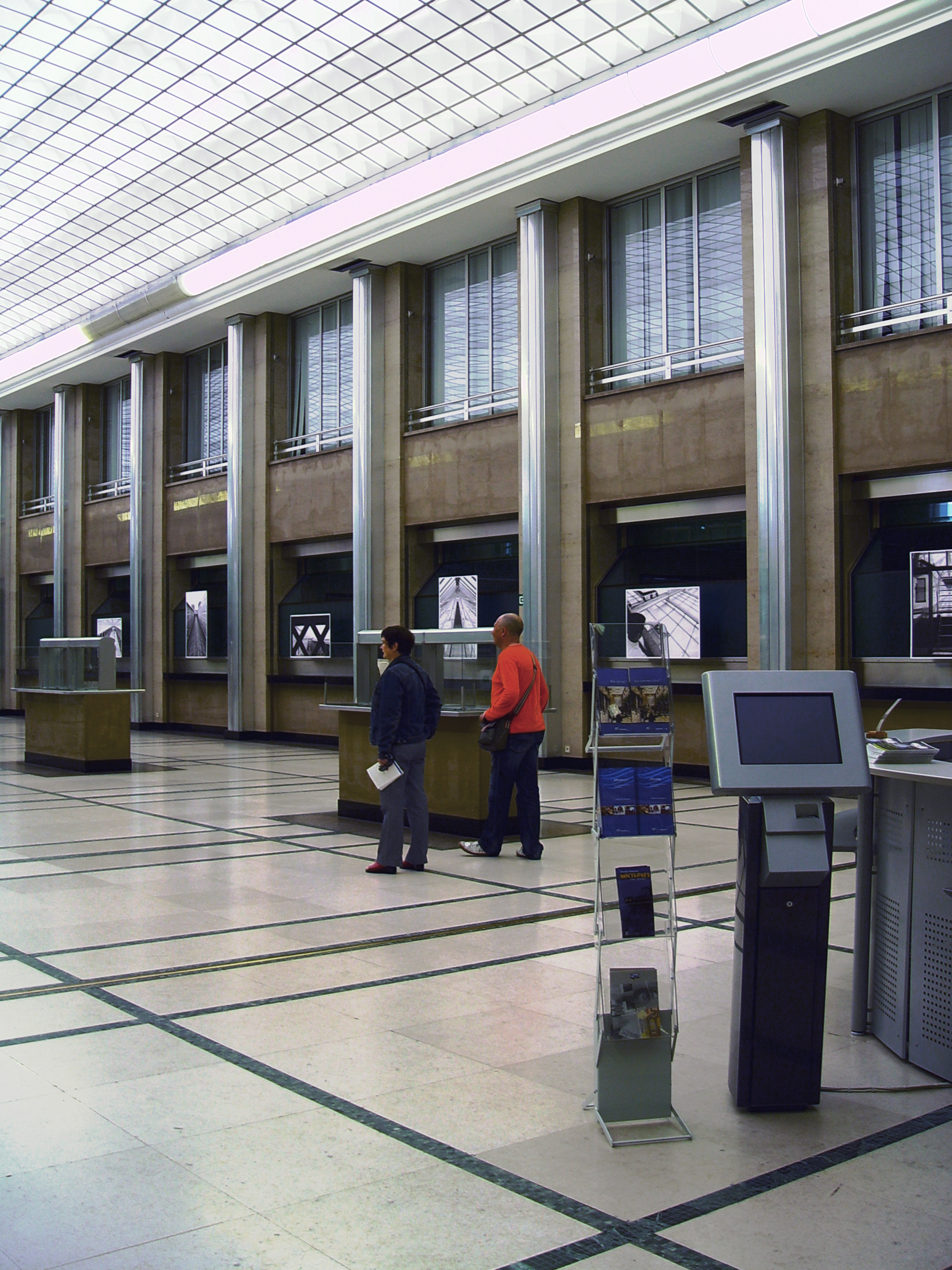
Національний банк Бельгії зсередини

- Франсуа-Філіп де Хоссі (1850–1869)
- Ежен Превінар (1870–1877)
- Андре-Ежен Пірсон (1877–1881)
- Александре Жамар (1882–1888)
- Ежен Анспак (1888–1890)
- Віктор ван Хогарден (1891–1905)
- Теофіл де Лантшеєр (1905–1918)
- Леон ван дер Рест (1918–1923)
- Фернанд Гайтан (1923–1926)
- Луїс Франк (1926–1937)
- Жорж Жанссен (1938–1941)
- Альберт Гоффін (1941)
- Жорж Тоніс (1941–1944)
- Моріс Фрер (1944–1957)
- Юбер Ансуа (1957–1971)
- Роберт Вандепутте (1971–1975)
- Сесіл де Стріккер (1975–1982)
- Жан Годо (1982–1989)
- Альфонс Верплаетс (1989–1999)
- Гуй Каден (1999–2011)
- Люк Коен (2011- теперішній час)